# Taungské dítě

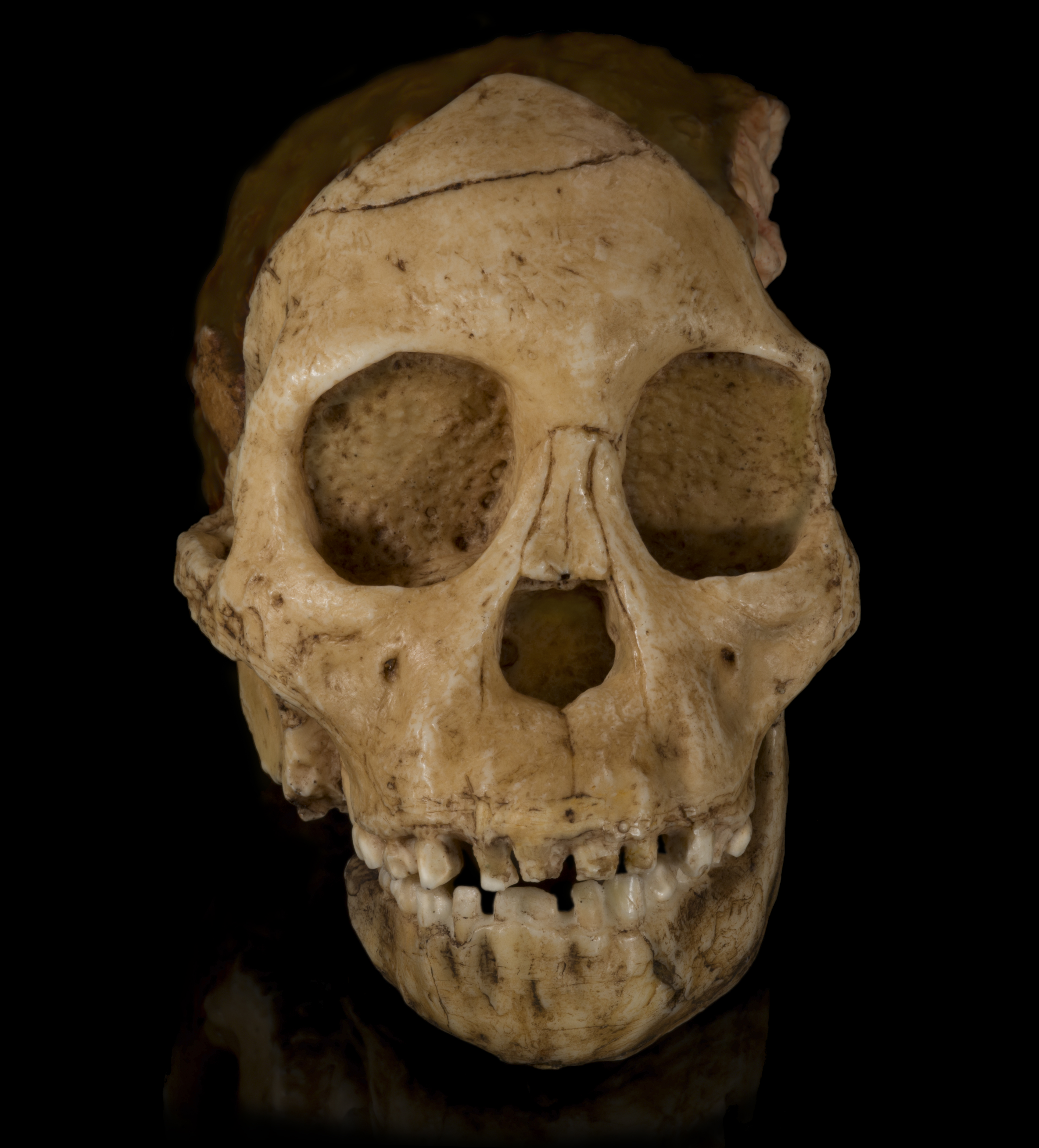
Replika lebky Taungského dítěte

Taungské dítě je neformální označení pro lebku vyhynulého hominina druhu Australopithecus africanus. Představuje vůbec první nález rodu Australopithecus, jehož zástupci patří mezi předky moderních lidí. Jedná se tedy o typového jedince svého druhu i celého rodu.
Lebka sestává z větší části obličeje a dolní čelisti se zuby, které doplňuje přirozený výlitek mozkovny. Předpokládá se, že je asi 2,5 milionu let stará a představuje ostatky zhruba čtyřletého mláděte.

## Objev

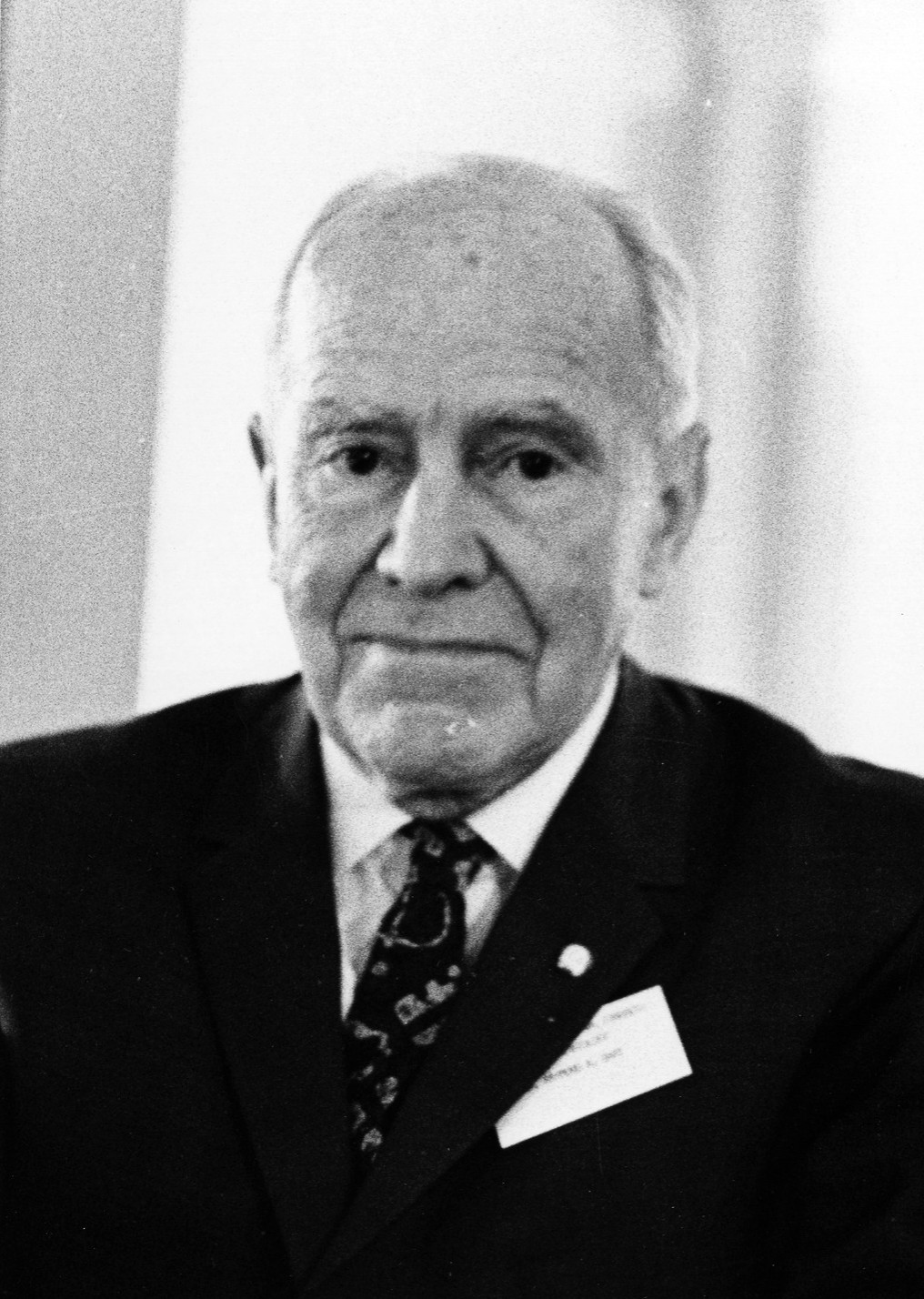
Raymond A. Dart v roce 1968

Lebku zachytil a popsal Raymond A. Dart, který od roku 1923 pracoval jako anatom lékařské fakulty na univerzitě Witwatersrand v Johannesburgu (Jihoafrická republika). Na podzim roku 1924 jej studentka Josephine Salmonsová zpravila o lebce fosilního paviána, vystavené v domě ředitele těžební společnosti Northern Lime Company. Nález pocházel z vápencového lomu Buxton Limeworks poblíž města Taung (původně Taungs) v Severozápadní provincii v Jihoafrické republice.
Dart, jehož zkameněliny a fyzická antropologie vždy velmi zajímaly, lebku s nadšením prostudoval. O konzultaci požádal svého známého a univerzitního kolegu, profesora geologie R. B. Younga. Tento muž vápencové lomy u Taungu dobře znal a navíc se mu povedlo zprostředkovat odeslání dalších nálezů kostí Dartovi k prozkoumání.
Dne 28. listopadu 1924 tak R. A. Dart obdržel dvě bedny ostatků. V jedné z nich jej zaujal detailně dochovaný přirozený výlitek nezvykle velké mozkovny, který navíc přesně zapadal do jiného kusu kamene. Po namáhavém a zdlouhavém odstranění nánosů vápence, trvajícím několik měsíců odhalil dobře dochovanou tvář i celou spodní čelist neznámého hominida – taungské dítě.

## Kritika
Dart si na lebce povšiml některých znaků, které se nevyskytují u žádného z žijících lidoopů a blíží se spíše člověku:
- nezvyklá velikost mozku, příliš velká na opici nebo lidoopa
- náznaky změn v organizaci mozku – měsíčitá rýha (sulcus lunatus) je posunuta směrem vzad a naznačuje tak rozšiřování temenního a spánkového laloku na úkor týlních partií
- vpřed posunutý velký týlní otvor (foramen magnum), ukazující na vzpřímenou chůzi
- chybějící stopy nadočnicových oblouků, dobře patrných i u nedospělých lidoopů
- nápadně lidské utváření očnic
- jen mírně vyčnívající čelisti
- dolní čelist s krátkými a štíhlými rameny a s poměrně svisle postavenou oblastí symfýzy (přední část, kde se spojují levá a pravá polovina čelisti)
- malé špičáky, prakticky nevyčnívající z linie ostatních zubů, na rozdíl od typicky dlouhých špičáků moderních šimpanzů a goril
- chybějící diastemy (mezery mezi zuby) na dolní čelisti, tvořící u lidoopů prostor pro dlouhé špičáky horní čelisti
- parabolický tvar zubního oblouku

Taungské dítě tedy představovalo přelomový nález, který potvrzoval domněnku Charlese Darwina o původu lidstva v Africe. Dart proto velmi rychle dokončil zprávu o nálezu a zaslal ji k otištění do redakce prestižního vědeckého časopisu Nature. Pro lebku navrhl odborný název Australopithecus africanus (v překladu „jižní opice z Afriky“), a to podle málo očekávaného místa nálezu v Africe, na jižní polokouli. Zpráva vyšla již 7. února 1925 a strhla velkou vlnu kritiky. V následujícím čísle Dartovy závěry komentovali čtyři přední britští antropologové (Arthur Keith, Grafton Elliot Smith, Arthur Smith Woodward a Wynfrid Duckworth) a postavili se k nim značně odmítavě.
Ani většina dalších odborníků nález nepřijala a pokládala lebku za pozůstatek vyhynulé opice nebo nanejvýš lidoopa, nikoliv lidského předka. Na počátku 20. století však byly doklady pliocenních a pleistocenních hominidů prakticky neznámé, zastoupené jen několika obtížně určitelnými zlomky čelistí. K odmítnutí přispívaly i tehdejší bohaté nálezy starších forem rodu Homo na Jávě a v Číně, mnoho badatelů tudíž hledalo kolébku lidstva v Asii. Taungské dítě ovšem pocházelo ze „zaostalé“ Afriky a britská věda byla navíc tou dobou zaujata zkoumáním Piltdownského člověka (Eoanthropus dawsonii). Jednalo se o podvrh, upravenou lebku středověkého člověka spojenou se spodní čelistí orangutana, to však bylo odhaleno až v roce 1953. Na základě Piltdownského nálezu se tedy pátralo po předcích s velkým mozkem a opičími zuby, Taungské dítě ale bylo přesně opačné – s téměř lidskými zuby a malým mozkem.

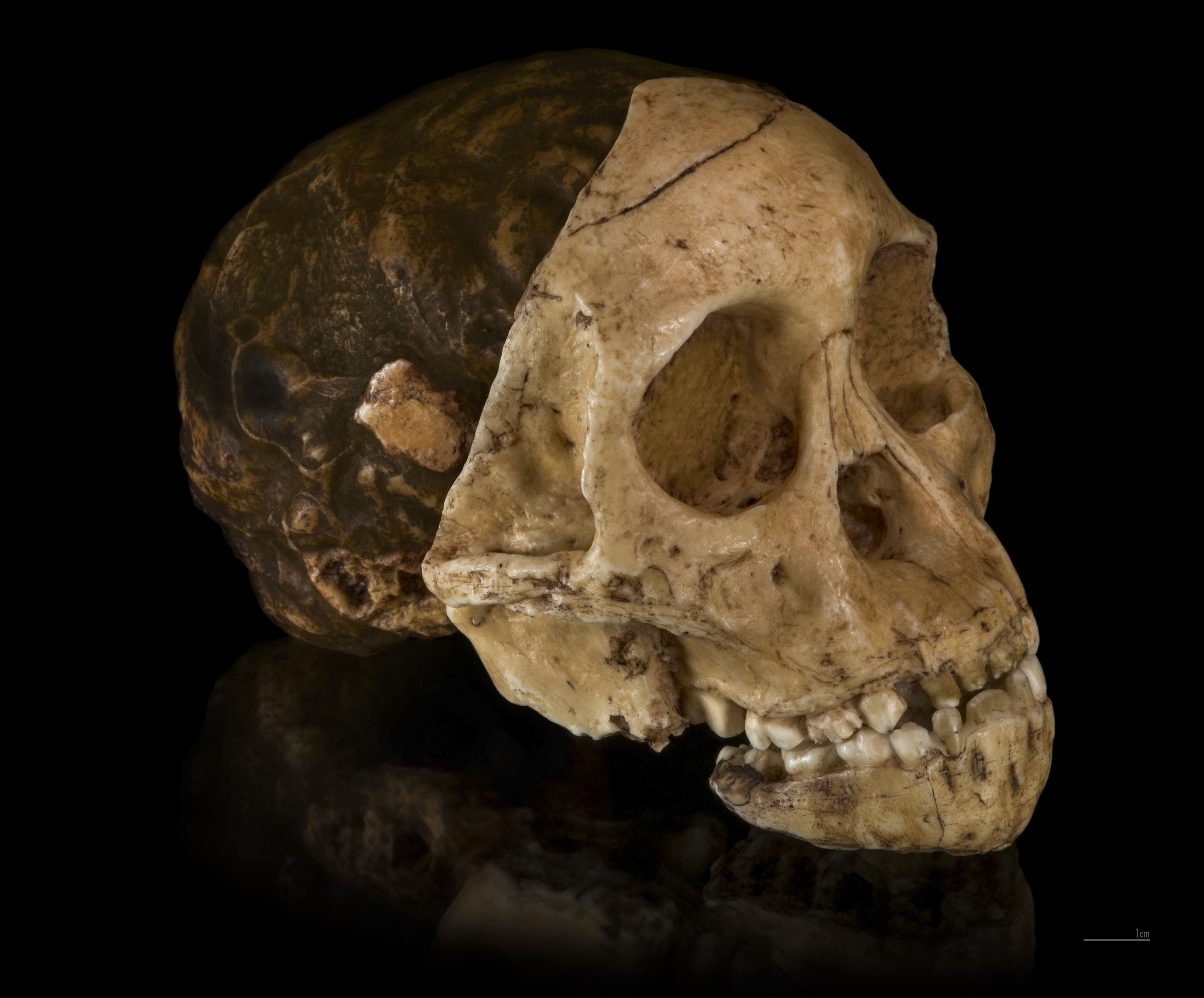
Taungské dítě, kostra tváře a výlitek mozkovny

## Přijetí
Tvrdá kritika ustupovala jen zvolna. Problematický byl i fakt, že jediným nálezem nově navrženého druhu zůstávala lebka malého mláděte. A ta i přes dobrou zachovalost nemohla vypovídat o vzhledu dospělých jedinců. Většina „lidských“ znaků tudíž byla přičítána právě nedospělosti jedince. Konečnému přijetí rodu Australopithecus i myšlenky původu člověka v Africe napomohlo nejen odhalení Piltdownského podvodu, ale především nové nálezy z jižní Afriky.
Profesora Darta totiž od první publikace aktivně podporoval původem skotský lékař Robert Broom. Ve chvíli, kdy roku 1934 získal zaměstnání v Transvaalském muzeu v Pretorii, začal sám pátrat po lidských předcích. První lebku australopitéka získal v roce 1936 ve vápencovém lomu u Sterkfontein, asi pět kilometrů západně od Johannesburgu. Další nálezy rychle a v poměrně velkém množství následovaly. Jednalo se o početné ostatky dospělých jedinců, takže význam australopitéků v lidské evoluci již nebylo možné přehlédnout. Vlna ostrého odporu vůči Taungskému dítěti opadla do konce třicátých let 20. století a koncem let čtyřicátých již badatelé druh Australopithecus africanus přijali jako výchozí bod lidské vývojové linie. Současně museli opustit představu, že počátkem lidské evoluce bylo zvětšování mozku – ten u australopitéků dosahoval pouze velikosti moderních lidoopů. Na vývoj směrem k člověku však ukazovalo utváření chrupu a schopnost vzpřímené chůze.

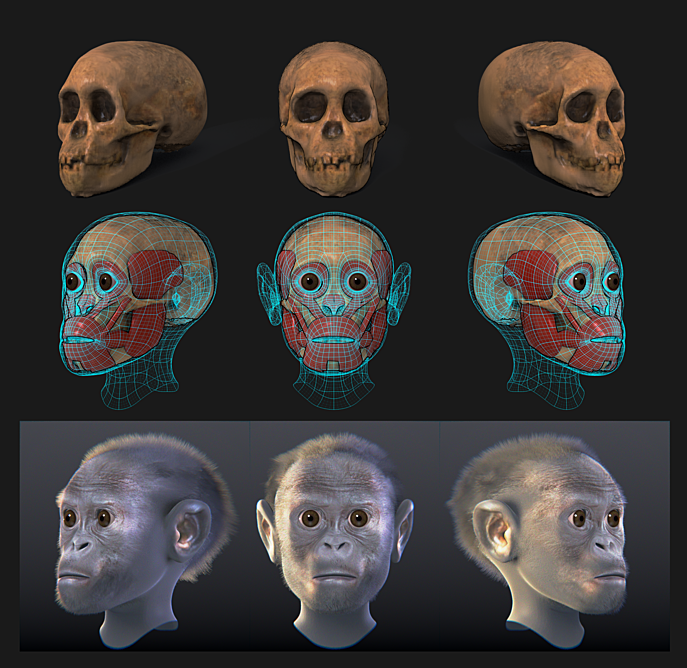
Průběh rekonstrukce vzhledu Taungského dítěte

## Nové poznatky
Lomy v Taung již nikdy nevydaly žádné jiné ostatky homininů, a to i přes intenzivní výzkumy. Nápadně se tak liší od jiných jihoafrických lokalit, které jsou na takové nálezy poměrně bohaté. Také kosti ostatních živočichů z Taung vykazují v porovnání s dalšími nalezišti odlišné složení. Patří především malým druhům zvířat (paviáni, zajíci, malé antilopy, hlodavci, netopýři, ptáci, želvy či ještěrky), zatímco kosti větších savců jsou nalézané jen velmi zřídka. Zároveň nesou neobvyklé stopy poškození, chybí například ohryzání velkými šelmami. Proto se lze domnívat, že kosti se nehromadily činností levhartů, hyen nebo šavlozubých koček, nýbrž aktivitou velkých dravých ptáků, podobných současným africkým orlům (orel korunkatý, orel damaní, orel bojovný). Velká část kostí přitom patří paviánům, takže je možné, že dravci se alespoň částečně specializovali na tyto primáty. Ojediněle nalézané kosti větších savců mohou být důsledkem příležitostného dojídání zbytků, zanechaných velkými masožravci.

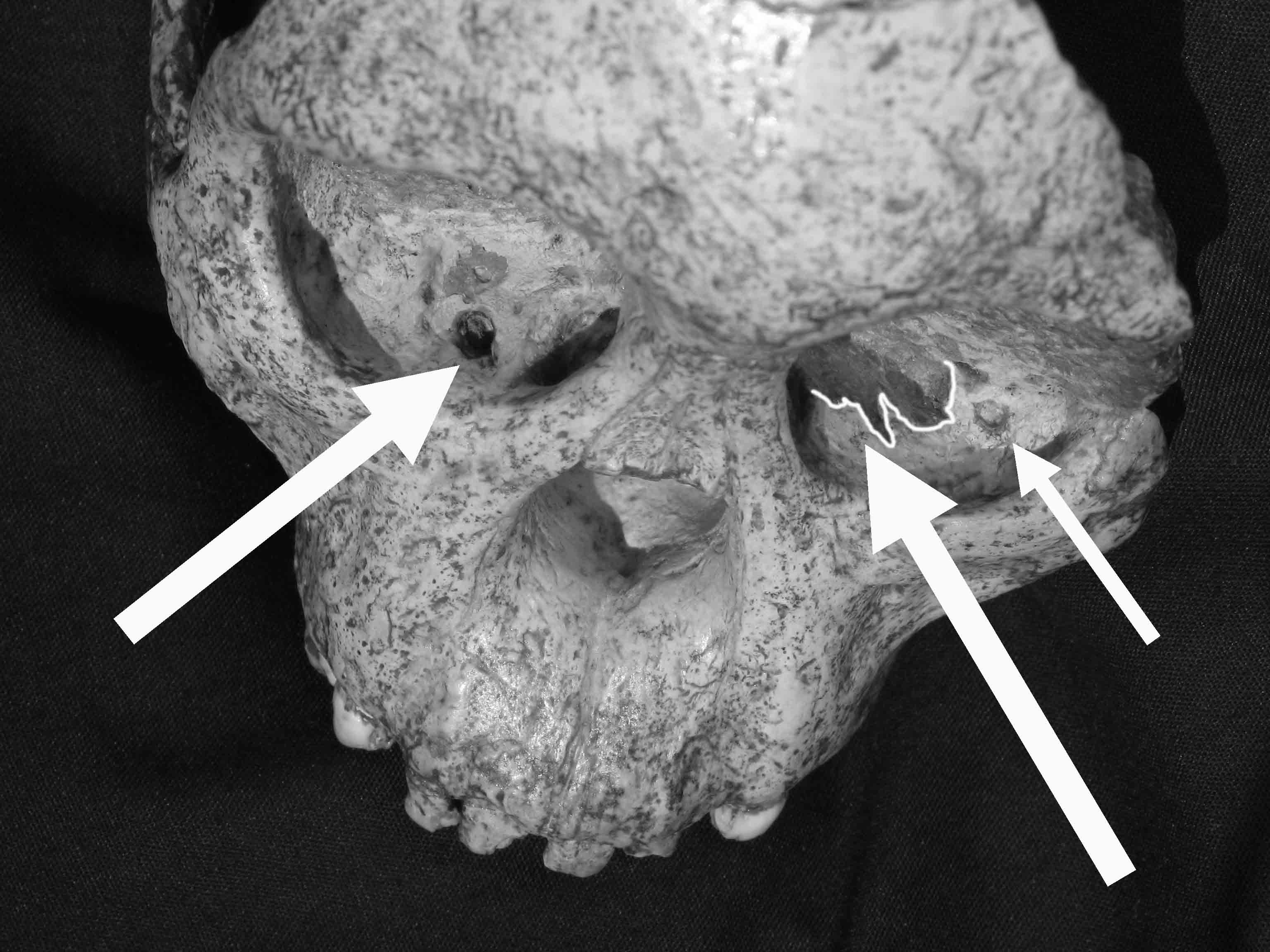
Šipky ukazují na poškození, které lze přičíst dravému ptáku

R. A. Dart typická poškození paviáních lebek – malý otvor nebo důlek na temeni a chybějící spodina lebeční, jejíž odlomenou část lemuje zubatý okraj – původně pokládal za důsledek lovecké aktivity australopitéků. Moderní orli však při konzumaci mozku své kořisti vytvářejí zobákem a drápy podobné stopy. Navíc se dnes nepředpokládá, že by australopitékové byli aktivními lovci.
Pečlivou prohlídkou lebky z Taung nakonec bylo na vnitřní straně očnic zachyceno poškození, totožné se stopami na lebkách moderních primátů, ulovených dravými ptáky. Je tak téměř jisté, že tímto způsobem zemřelo i Taungské dítě. Někteří odborníci s takovým závěrem nesouhlasí, protože mládě australopitéka podle nich mohlo být již moc těžké na to, aby ho dravec dokázal unést. Současné studie afrických orlů však ukazují, že tito ptáci se dokážou vypořádat i s výrazně těžší kořistí. Přesto je patrně ulovení mláděte australopitéka ojedinělé a ani v budoucnu nelze v Taung očekávat odhalení dalších ostatků homininů.

## Zajímavosti
- Prvním odborníkem, který kromě Darta prozkoumal místo nálezu i samotnou lebku, byl již v srpnu 1925 světoznámý antropolog Aleš Hrdlička.[16] Ani on nakonec nepodpořil představu australopitéka jako lidského předka (pokládal jej ovšem za nový druh a možná i rod lidoopů). Na rozdíl od mnoha jiných badatelů však alespoň přijal výzvu R. A. Darta a přijel si lebku osobně prohlédnout a dokonce sám na místě nálezu provedl drobný výzkum.[11]
- Těžební činnost v lomu Buxton Limeworks u Taung byla zahájena v roce 1916. Většina prací byla ukončena již v 50. letech 20. století, ale lomy byly definitivně uzavřeny až v roce 1977.[17]
- Postupující těžba vápence zcela zničila místo nálezu. Proto je téměř nemožné zjistit stáří taungské lebky, přírodní podmínky lokality v pliocénu a pleistocénu i mnoho dalších informací.[12] Alespoň přibližně se místo nálezu pokusil odvodit v roce 1948 Frank Peabody na základě všech dostupných záznamů a rozhovorů s pamětníky. U příležitosti 60. výročí nálezu v roce 1985 pak byl na tomto místě vztyčen památník ve tvaru jehlanu.[17]
- Kvůli neznámému místu nálezu je obtížné určit i dobu, v níž taungské dítě žilo. Původní odhady na počátku 20. století, kdy ještě nebyl znám rozsah lidské evoluce, činily jen asi 500 000 let. V současnosti se datace pohybuje v nejasně širokém intervalu 2–3 miliony let.[12]
- Raymond A. Dart původně odhadl věk taungského dítěte zhruba na 6 let podle toho, že se čelistmi již prořezaly některé zuby trvalého chrupu. Řídil se přitom postupem lidské ontogeneze. Později se ale odborníci přiklonili k názoru, že růst australopitéků se víc blížil moderním lidoopům, takže taungské dítě by mělo v době úmrtí jen asi 3–4 roky. Tento předpoklad potvrdilo i moderní studium mikroskopické skladby skloviny, která odpovídá věku 3,73–3,93 let.[18]
- V roce 2000 byly v etiopské oblasti Dikika objeveny velmi dobře dochované ostatky asi tříletého mláděte, která bylo pojmenováno Selam. Patří druhu Australopithecus afarensis a poskytuje důležitý srovnávací materiál. Spolu s dítětem z Taung tak umožňuje lépe poznat ontogenezi australopitéků.[19]